# Descartes-Gymnasium
Das Descartes-Gymnasium ist ein Gymnasium in Neuburg an der Donau mit naturwissenschaftlich-technologischer und neusprachlicher Ausbildungsrichtung.

## Geschichte
Es wurde im 16. Jahrhundert als Lateinschule gegründet. Im Dezember 1616 übernahmen die Jesuiten die Leitung der neugegründeten Schule „Ducale Gymnasium Societatis Jesu Neoburgense“, die aus einem Seminar (Schülerwohnheim) und der Schule bestand. 1773, nach der Auflösung des Ordens, mussten die Neuburger Jesuiten die Leitung des Collegiums und der Anstalt an die Benediktiner und später an die Augustiner abgeben. 1803 wurde die Führung der Schule an Weltgeistliche übertragen.
1965 wurde die Schule nach René Descartes in „Descartes-Gymnasium“ benannt. Descartes war in der Nacht vom 10. auf den 11. November 1619 in Neuburg an der Donau. Damit wurde die Bezeichnung Gymnasium mit Oberrealschule abgelöst. 1968 bis 1970 erfolgte ein erster Neu- und Erweiterungsbau, der zweite Neu- und Erweiterungsbau entstand 1993 bis 1996. Der Seitenflügel des Seminars wurde 2007/2008 zu Klassenzimmern, Kunstsälen und großem Konferenzsaal umgebaut. 2008 waren 1364 Schüler beim Gymnasium angemeldet.
Im Schuljahr 2016/2017 feierte das Descartes-Gymnasium sein 400-jähriges Bestehen. Im Schuljahr 2023/24 besuchten 1019 Schüler die Schule.

## Sonstiges
Das Gymnasium hat Ganztagschulbetrieb und besitzt einen Schulgarten, den Hortus Cartesianus, mit Bauerngarten, der den Anbau von Gemüse, Kräutern und Blumen kombiniert. Beim Schulgartenwettbewerb des Bayerischen Umweltministeriums im Jahr 2016 gewann es den 1. Platz.
Es beherbergt eine Schulbibliothek mit historischem Altbestand, die von einer bibliothekarischen Fachkraft geleitet wird, sowie die Medienzentrale des Landkreises Neuburg-Schrobenhausen.

## Persönlichkeiten

### Lehrer
- Nikolaus Staudacher (1660–1736), Rektor der Schule
- Kaspar Sterr (1744–1814), Theologe und Meteorologe
- Marian Dobmayer (1753–1805), Theologe
- Andreas von Mersi (1779–1861), Mathematiker, Rechts- und Staatswissenschaftler
- Georg Völkl (1907–1988), Lehrer, Heimatforscher und Historiker, Direktor des Studienseminars

### Schüler
- Volker Bauernfeind-Weinberger (* 1941), Maler
- Josef Bühler (1904–1948), Staatssekretär im besetzten Polen, als Kriegsverbrecher hingerichtet
- Anton Dietrich (1943–2004), Landtagsabgeordneter und Landrat
- Bernd Eichinger (1949–2011), Filmproduzent, Drehbuchautor und Regisseur
- Ludwig Ganghofer (1855–1920), Schriftsteller
- Bernhard Gmehling (* 1959), Richter und Kommunalpolitiker
- Leopold von Hartmann (1734–1791), Geheimrat, Kämmerer und Landwirt
- Elfriede Hermann (1960–2025), Professorin und Ethnologin
- Wilhelm Kaltenstadler (* 1936), Historiker und Autor
- Karl Klein (1904–1976), Bundesrichter
- Richard Knussert (1907–1966), Historiker und Gaukulturwart
- Johann Adam Morasch (1682–1734), Mediziner und Hochschullehrer
- Theo Lauber (1914–1999), Oberbürgermeister
- Heinz Schilcher (1930–2015), Apotheker und emeritierter Hochschullehrer
- Klaus Schrotthofer (* 1966), Journalist
- Kaspar Sterr (1744–1814), Geistlicher, Lehrer, Meteorologe
- Ludwig Thoma (1867–1921),[9] Schriftsteller
- Paul Winter (1894–1970), Komponist und Generalleutnant
- Max Wolf (1889–nach 1954), Jurist, Landrat, Oberregierungsrat